# 武士
武士（ぶし、もののふ）は、日本における戦闘員を指し、戦闘を家業とする家系にある者を指す。平安時代に生まれ、幕末期まで存在した。
宗家の主人を頂点とした家族共同体を作っていた特徴がある。
その上に、武家の棟梁（ぶけのとうりょう）が位置し、武家政権を樹立した。武家の棟梁とは、一族や同盟関係にある者たちを統率するリーダーのことで、武士団を指導し、彼らからの信任と忠誠を受けていた。
武士は保守派、リベラル派双方から評価される存在である。保守派は武士のその体育会系的側面、軍人としての役割、主君（天皇、将軍など）に対する絶対的な忠誠心（武士道）などを評価し、リベラル派は在地領主、武装農民などを武士の発祥とし、朝廷に代わる新政権を打ち立て、承久の乱に至って時の上皇や天皇を処罰した「革命」勢力と位置づける。
NHKの歴史ドラマである大河ドラマも主人公のほとんどを武士が占め（太平記や鎌倉殿の13人など）、専ら彼らの視点や正義に基づいた構成がなされている。

## 概要
奈良時代には既に存在していた武士は、その軍事力を以って急速に力を付け、平氏政権・鎌倉時代以降は、実質的に政権を主導する社会を構築した。さらに、幕末まで日本の歴史を牽引する中心的存在であった。近代に入って武士という存在そのものを廃したが、初期の明治政府の構成員は殆どが元武士であった。
古代・奈良時代には武芸に秀でた者、特に刀術と弓術に秀でた者を武士、或いは武芸之人と呼んだ。古代の武士は武芸の人であり、かつ戦士としても軍事面で活躍し、王権からも重要視された。そして特に優れた戦士に対しては武芸之士とも呼んだ。また坂上氏や小野氏のような、鎮守将軍を輩出する特定の軍事氏族のことを将種と言った。しかし将種は元慶の乱を平定することが出来ず、結果、10世紀には軍事氏族は消滅していくことになった。
武士という呼称は、王権の側に立ち反乱を鎮圧する者について呼ぶもので、地方に拠点を置き国家・王権に対して反乱を起こすものは兵（つわもの）、武夫と呼び、武士とは呼ばなかった。武士と呼ばれるか否かは、王権との関わりによって明確に区別されていた。だが10世紀ころ、天慶の乱をきっかけに、その残虐性から反乱者とともに、乱を鎮圧した王権側の武士も同様に嫌悪され、武士と兵（つわもの）との混同が起こり始め、武士も兵とも呼ばれるようになっていった。

## 武士起源論
武士の起源に関しては諸説があり、まだ決定的な学説があるわけではない。主要な学説としては以下の3つを挙げることができる。
- 古典的な、開発領主に求める説
- 近年提起された、職能に由来するという説
- 律令制下での国衙軍制に起源を求める説

### 開発領主に求める説
武士の起源は私営田に在地する武装した開発領主とする。介入する受領に対抗し、配下の農奴を服属させるために武装した。
武士の起源に関する研究は中世の“発見”と密接に関わっている。明治時代の歴史学者・三浦周行らによって日本にも「中世」があったことが見出された。当時の欧米史学では、中世は欧米に特有のもので、近代へ発展するために必須な時代とされていた。アジア・アフリカはいまだ古代社会であり、欧米のような近代社会に発展することは不可能とされていた。三浦らは、ヨーロッパの中世が、ゲルマン民族の大移動によって辺境で発生した「武装した封建領主」である騎士によって支えられていたことに着目し、日本で平安時代中期から東国を中心とした辺境社会で活躍した武士を騎士と同じ「武装した封建領主」と位置づけ、アジアで唯一「日本にも中世が存在した」と、主張した。
この学説は広く受け容れられ、唯物史観の影響も受け、戦後も学界の主流を占めることとなった。武士とは、古代支配階級である貴族や宗教勢力を排除し、中世をもたらした変革者であるとして石母田正らによって位置づけられた。だが20世紀後期には後述の職能論・国衙軍政論の研究の進展により、武士の起源は開発領主・在地領主ではなく、9世紀末の東国の乱や10世紀前半の承平・天慶の乱など、地方で起こった反乱の鎮圧の過程で中央から派遣され、勲功をあげた国家・王権の中下級官人らが中世武士となっていくと理解されるようになった。20世紀末には、武士が在地領主から発生したとする古典学説は完全に破綻したと見做され、21世紀前期の高校の日本史の教科書でも、武士の発生を在地領主と関連付ける記述は存在しない。

### 職能論
「開発領主」論では全ての武士の発生を説明できたわけではなかった。特に、武士団の主要メンバーである源氏、平氏、藤原氏などを起源とする上級武士や朝廷、院など権門と密接に結びついた武士の起源を説明できない。
そこで、佐藤進一、上横手雅敬、戸田芳実、高橋昌明らによってこれら在京の武士を武士の起源とする「職能」武士起源論が提唱された。

#### 武官と武士の違い
武士は、一般に「家族共同体あるいは兵法家のこと」とされるが、これだけでは平安時代以前の律令体制下の「武官」との違いがはっきりしない。例えば、武人として名高い征夷大将軍の坂上田村麻呂は、すぐれた武官であるが、武士であるとはいえない。また、中国や朝鮮の「武人」との違いも明確でない。中国や朝鮮には「武人」は存在したが、日本の「武士」に似た者は存在しなかった。中国の官僚登用試験では文官は科挙、武官は武科挙で登用するなど試験段階から分けられていた。
時代的に言えば、「武士」と呼べる存在は国風文化の成立期にあたる平安中期に登場する。つまり、それ以前の武に従事した者は、武官ではあっても武士ではない。
では、武官と武士の違いとは何か。
簡単に言えば、武官は「官人として武装しており、律令官制の中で訓練を受けた常勤の公務員的存在」であるのに対して、武士は「10世紀に成立した新式の武芸を家芸とし、武装を朝廷や国衙から公認された『下級貴族』、『下級官人』、『有力者の家人』からなる人々」であって、律令官制の訓練機構で律令制式の武芸を身につけた者ではなかった。ただし、官人として武に携わることを本分とした武装集団ではあった。
また、単に私的に武装する者は武士と認識されなかった。この点が歴史学において十分解明されていなかった時期には武士を国家の統制外で私的に武装する暴力団的なものと捉える見解もあった。ただし、武装集団である武士社会の行動原理と、現代社会ではヤクザなどの暴力団組織に特徴的に認められる行動原理が無視できないほど共通しているのも確かである。
律令制機構内で養成された官人から様々な家芸を継承する実務官人の「家」に軍事や経理、法務といった朝廷の行政機構を、アウトソーシングしていったのが平安時代の王朝国家体制であった。そして、軍事を担当した国家公認の「家」の者が武士であった。
王朝国家体制では四位、五位どまりの受領に任命されるクラスの実務官人である下級貴族を諸大夫（しょだいぶ）と、上級貴族や諸大夫に仕える六位どまりの技能官人や家人を侍（さむらい）と呼び、彼らが行政実務を担っていた。武芸の実務、技能官人たる武士もこの両身分にまたがっており、在京の清和源氏や桓武平氏などの軍事貴族が諸大夫身分、大多数の在地武士が侍身分であった。地域社会においては国衙に君臨する受領が諸大夫身分であり、それに仕えて支配者層を形成したのが侍身分であった。こうした事情は武士の発生時期から数世紀下る17世紀初頭の日葡辞書に、「さむらい」は貴人を意味し、「ぶし」は軍人を意味すると区別して記載されていることにもその一端が現れている。
よく言われるように貴族に仕える存在として認識された武士を侍と呼んだと言うよりも、むしろ、上層武士を除く大多数の武士が侍身分の一角を形成したと言った方が正確であろう。
また、武士などの諸大夫、侍クラスの家の家芸は親から子へ幼少時からの英才教育で伝えられるとともに、能力を見込んだ者を弟子や郎党にして伝授し、優秀であれば養子に迎えた。武士と公認される家もこのようにして増加していったと考えられる。
言わば、国家から免許を受けた軍事下請企業家こそが武士の実像であった。そして、朝廷や国衙は必要に応じて武士の家に属する者を召集して紛争の収拾などに当たったのである。
これとは別に中世の前期のころまでは、公卿クラスを含めて他者に対して実力による制裁権を行使できる者を「武士」と言い表す呼称も存在した。このことは、院政下で活躍した北面武士などもその名簿を参照すると、侍身分以外の僧侶・神官などが多数含まれていることでも分かる。

#### 「職能」武士の起源
武士の起源については、従来は新興地方領主層が自衛の必要から武装した面を重視する説が主流であった。そうした武装集団が武士団として組織化されるにあたって、都から国司などとして派遣された下級貴族・下級官人層を棟梁として推戴し、さらに大規模な組織化が行われると、清和源氏や桓武平氏のような皇室ゆかりの宗族出身の下級貴族が、武士団の上位にある武家の棟梁となった。
しかし近年は、むしろ起源となるのは清和源氏や桓武平氏のような貴族層、官人層の側であるとする見解が提唱されている。彼らが平安後期の荘園公領制成立期から、荘園領主や国衙と結びついて所領経営者として発展していったと見る説である。つまり武士団としての組織化は、下から上へでなく、上から下へとなされていったとする。そうした武士の起源となった、軍事を専業とする貴族を、軍事貴族と呼ぶ。
平安時代、朝廷の地方支配が筆頭国司である受領に権力を集中する体制に移行すると、受領の収奪に対する富豪百姓層の武装襲撃が頻発するようになった。当初、受領達は騎馬襲撃戦を得意とする私兵として東北制圧戦争に伴って各地に捕囚として抑留された蝦夷集団、すなわち俘囚を鎮圧に当たらせた。しかし俘囚と在地社会の軋轢が激しくなると彼らは東北に帰還させられたと考えられている。
それに替わって、俘囚を私兵として治安維持活動の実戦に参加したことのある受領経験者やその子弟で、中央の出世コースからはずれ、諸大夫層からも転落した者達が、地域紛争の鎮圧に登用された。おりしも、宇多天皇と醍醐天皇が菅原道真や藤原時平らを登用して行った国政改革により、全国的な騒乱状況が生じていた。彼らは諸大夫層への復帰を賭け、蝦夷の戦術に改良を施して、大鎧と毛抜形太刀を身につけ長弓を操るエリート騎馬戦士として活躍し、最初の武芸の家としての公認を受けた。
藤原秀郷・平高望・源経基らがこの第一世代の武士と考えられ、彼らは在地において従来の富豪百姓層と同様に大規模な公田請作を国衙と契約することで武人としての経済基盤を与えられた。しかし、勲功への処遇の不満や、国衙側が彼らの新興の武人としての誇りを踏みにじるような徴税収奪に走ったり、彼らが武人としての自負から地域紛争に介入したときの対応を誤ったりしたことをきっかけに起きたのが、藤原純友や平高望の孫の平将門らによる反乱、承平天慶の乱であった。
この時点では、まだ、武士の経済基盤は公田請作経営で所領経営ではなかった。しかし、11世紀半ばに荘園の一円化が進み、諸国の荘園公領間で武力紛争が頻発するようになると、荘園および公領である郡・郷・保の徴税、警察、裁判責任者としての荘園の荘官や公領の郡司・郷司・保司に軍事紛争に対応できる武士が任命されることが多くなり、これらを領地とする所領経営者としての武士が成立したのである。
これに対し、職能論では武士の発生を説明できないとして、地方と京都の二つを重視する桃崎有一郎の「武士ハイブリット論」（「武士の起源を解き明かす」2018）が存在する。

#### 芸能の家としての武士
武士は社会的身分であると同時に、武芸という芸能を家業とする職業的な身分であるとも規定できる。つまり、馬上の射術や合戦の作法を継承する家に生まれ、それを継いだ人物が武士であると言える。
また、中世になり武門の家が確立した後でも、それとは別に朝廷の武官に相当する職種が一応存在した。「源氏」および「平氏」の諸流と藤原秀郷の子孫の「秀郷流」が特に有名である。これら以外には藤原利仁を始祖とする「利仁流」や、藤原道兼の後裔とする宇都宮氏が多く、他に嵯峨源氏の渡辺氏や大江広元が有名な大江氏などがあり、有力な武士団はこれらの家系のいずれかを起源としていた。先祖の武名によって自分の家が武士として認められていたため、彼らは自分の家系や高名な先祖を誇っていたとも言える。ただし、この論は周防の有力武士、大内氏には当てはまらず、大内氏は百済王の子孫を自称している。

### 国衙軍制論
「職能」起源論では地方の武士を十分説明できるわけではない。確かに源平藤橘といった貴族を起源とする武士や技術としての武芸については説明ができるが、彼らの職能を支える経済的基盤としての所領や人的基盤としての主従関係への説明が弱すぎる。こうした弱点を克服する議論として主張されはじめたのが、下向井龍彦らによって主張されているように、出現期の武士が田堵負名としての経済基盤を与えられており、11世紀の後期王朝国家に国家体制が変質した時点で、荘園公領の管理者としての領主身分を獲得したとする議論である。

## 武士の身分
「職能」起源論では、武士と見なされる社会階層は源氏、平氏などの発生期には武芸を家業とする諸大夫、侍身分のエリート騎馬戦士に限定されていたとし、その後、中世を通じて「狭義の武士」との主従関係を通じて「広義の武士」と見なされる階層が室町時代以降拡大していった。発生期の武士の家組織の内部奉公人の中においても武士と同様に戦場では騎馬戦士として活動した郎党や、徒歩で戦った従卒がいたが、室町・戦国期になると武士身分の格差が大きくなり、狭義の武士同士の主従関係のほかに、本来は百姓身分でありながら狭義の武士の支配する所領の名主層と軍役を通じて主従関係を持つようになった広義の武士が登場する。
このように室町時代以降、武士内部に複雑な身分階層が成立していったが、これらは拡大した武士身分の範囲が一応確定された江戸時代の武士内部の身分制度に結実している。

## 江戸時代
江戸時代の武士の身分を以下におおまかに分類する。細かく分ければきりが無く、大名家などによっても分け方や名称が違うため、あくまで大体の目安である。
武士の身分を「士分」といい、士分は、大きく「侍」と「徒士（かち）」に分けられる。これは南北朝時代以降、戦場への動員人数が激増して徒歩での集団戦が主体となり、騎馬戦闘を行う戦闘局面が比較的限定されるようになっても、本来の武士であるか否かは騎馬戦闘を家業とする層か否かという基準での線引きが後世まで保持されていったためである。
- 「侍」は狭義の、つまり本来の武士であり、所領を持ち、戦のときは馬に乗る者で「御目見え」の資格を持つ。江戸時代の記録には騎士と表記され、これは徒士との比較語である。また、上士とも呼ばれる。
  - 「侍」の内、1000石程度以上の者は大身（たいしん）、人持ちと呼ばれることがあり、戦のときは備の侍大将となり、平時は奉行職等を歴任し、抜擢されて側用人や仕置き家老となることもある。それ以下の「侍」は平侍（ひらざむらい）、平士、馬乗りなどと呼ばれる。

- 「徒士」は扶持米をもらい、徒歩で戦うもので、「御目見え」の資格を持たない。下士、軽輩、無足などとも呼ばれる。

以下、特定の呼び名のものを挙げる。
- 幕府の旗本は「侍」、御家人は「徒士」である。
- 幕府の役所の下役で一代限り雇用名目の者達のうち、与力は本来は寄騎、つまり戦のたびに臨時の主従関係を結ぶ武士に由来する騎馬戦士身分で「侍」、同心は「徒士」である。
- 代官所の下役である手付は「侍」、手代は「徒士」である。
- 郷士は郷に住む武士で、少数は「侍」身分だが、多くは「徒士」身分である。
- 足軽は士分格を持たない。発生期の武士の戦闘補助を行った従卒と同一の階層とみなされたわけである。但し、時代が下ると共に徒士と同じ下級武士として待遇されていった。
- 武家奉公人の内、若党は士分で「徒士」身分である。
- お抱えは、一代限りの雇用の者だが、実際は世襲することも多く、軽輩の者が多いなかで、専門職で侍身分の者もいた。学者、医者等もお抱え雇用されることが多かった。

## 公権力の担い手
武士は当初、「士分の侍」に象徴されるように天皇・皇族および公家など、貴族の警護や紛争の鎮圧を任とする階層・「軍事貴族」であったが、平清盛の平氏政権を経て鎌倉幕府の成立に至り、旧来の支配権力である朝廷・国司・荘園や僧綱に対して全国の政治権力を担う公権力に発展した。また、個々人の武士が国司・荘園領主として地方の政務を担う局面も拡大していった。
近世において武士が耐え難い「無礼」を受けた時は、斬っても処罰されないとされる。これは当時の江戸幕府の法律である「公事方御定書」71条追加条によって明記されている。無礼は相手に対して失礼な態度を意味し、発言の場合は口下手ともいわれている。敬称を付けて「御武家さま」と呼ばれた。

## 文官としての武士
初の武家政権である鎌倉幕府においては、大江広元、三善康信、二階堂行政や二階堂氏の文士御家人に代表される下級貴族を文官的存在として招聘した。
主に平安時代以降、鎌倉時代・建武政権・南北朝時代・室町時代・戦国時代・安土桃山時代と、次第に武士が公権力を担う領域は拡大し続けた。貴族を武家政権が招聘する例は続いたものの、実務を担う立場から顧問的な立場へと権限は縮小していった。そして元来軍人「武官」に相当する職務であった武士が「文官」として働くことが多くなった。
江戸時代以降は社会の全てを覆うようになり、幕府においても僧侶を顧問的立場として招聘する場合はあったが、貴族は政権から締め出された。これにより文官的な役目も全て武士が担うようになり、江戸時代以降の武士は、軍事から政治行政等へと活躍の場を移っていくことになる。また文芸や学問など、武芸とは関係無い才能を認められて新たに幕府や藩に登用された者も、武士としての身分が与えられた。このようなところにも、武士と武官の違いが現れているといえよう。江戸幕府においては文官及び行政担当に相当する武士を「役方」、武官に相当する武士を「番方」と呼んだ。

## 武家の棟梁と武家政権
武家の棟梁（ぶけのとうりょう）が武士達の上の最頂点に位置し、武家政権を樹立した。
- 平氏政権[注 4]と室町幕府は畿内（きない）に本拠地を置いていた。
- 鎌倉幕府 と江戸幕府は関東に本拠地を置いた。
  - 後醍醐天皇の建武の新政（けんむのしんせい）では関東に鎌倉将軍府を、室町幕府は関東に鎌倉府を置いた。

## 武士道
戦国の武士の気風を受け継ぎ殉死などを行なう傾奇者を公秩序維持のため徳川家綱の代に禁止した。その後江戸時代では、義を重んじる武士としての思想が存在するようになる。このため、後世において武士道という概念につながるような、武士としての理想や支配者としての価値観としての「士道」が生まれた。
しかし、安定期であった江戸時代を通じて形成された、儒教的な「士道」に反発し武士としての本来のありようを訴える人もいた。そうした武士の一人、佐賀藩士・山本常朝が話した内容が『葉隠』に「武士道」という記述としてまとめられているが、それは武士社会に広まることはなかった。
幕末の万延元年（1860年）、山岡鉄舟が『武士道』を著した。それによると「神道にあらず儒道にあらず仏道にあらず、神儒仏三道融和の道念にして、中古以降専ら武門に於て其著しきを見る。鉄太郎これを名付けて武士道と云ふ」とあり、少なくとも山岡鉄舟の認識では、中世より存在したが、自分が名付けるまでは「武士道」とは呼ばれていなかったとしている。

### 武士道と近代の意識
明治になり、武士の多くは士族となり、旧武士の身分は消滅した。しかし武士道という概念が後の時代に引き継がれるようになった。また一方で、美学として文学や芸能の世界でさまざまなかたちとなってあらわれた。

## 精神・文化
古代・中世武家社会が現代と大きく異なる点は、殺人が日常的な風景であったことである。当時の武士達は合戦や抗争の場に限らず、些細な出来事であっても、武器を手に取り友人や家臣を含めた人を殺害することに躊躇がなかった。
「弓馬の道」という言葉があるように、もともと武士は騎馬弓兵である。当然主要な武器は本来は弓矢であり、刀は武士の魂という言説は近代に生まれたという説がある。
刀剣は当初騎乗の武器ではなく、何らかの事情で下馬した際に初めて使用することが推奨されており、日常的に用いられる武器という認識が強かったとされる。これが治承・寿永の内乱以降、戦闘が拡大したことで元々非武士身分の者も参戦するようになると、以前は邪道とされる戦法が行われるようになり、馬上での太刀による白兵戦が増加した。その後、鎌倉時代末期以降に太刀や薙刀といった打物を主兵装とする騎兵も出現するようになり、南北朝時代には打物騎兵が主体となった。
さらに時代が下り、戦国時代になると騎兵の主兵装は槍に移り変わり、同時に歩兵主体になる。その過程で騎馬弓兵は衰退していったが、弓矢は戦国時代末期の刀狩りの令以降に武士の象徴が刀剣に変化していくまでは、理念上の武士のシンボルであり続けた。

## 武者・武士に関する用語

### 武者・武士に関する言葉など
- 武者絵 ：武者の姿や合戦を描いた浮世絵。一般的な広義では、同様の伝統的様式に則った日本画全般。
- 武者押し ：武者が隊列を組んで進んでいくこと。
- 武者返し ：武家屋敷で、表長屋の外溝の縁に一歩置きに立てた石。
- 武士は相身互い ：武士同士は同じ立場にあるから、互いに思いやりをもって助け合うべきである。
- 武士に二言なし ：武士は信義を重んじ、約束を守り、いったん言ったことを取り消すようなことはしない。
- 武士は食わねど高楊枝 ：武士はたとえ貧乏でものを十分に食べられなくても、十分に食べたかのようなふりをして楊枝を使って空腹を人に見せない。武士の清貧に安んずること、気位の高く保つこと。

## 武士の武具

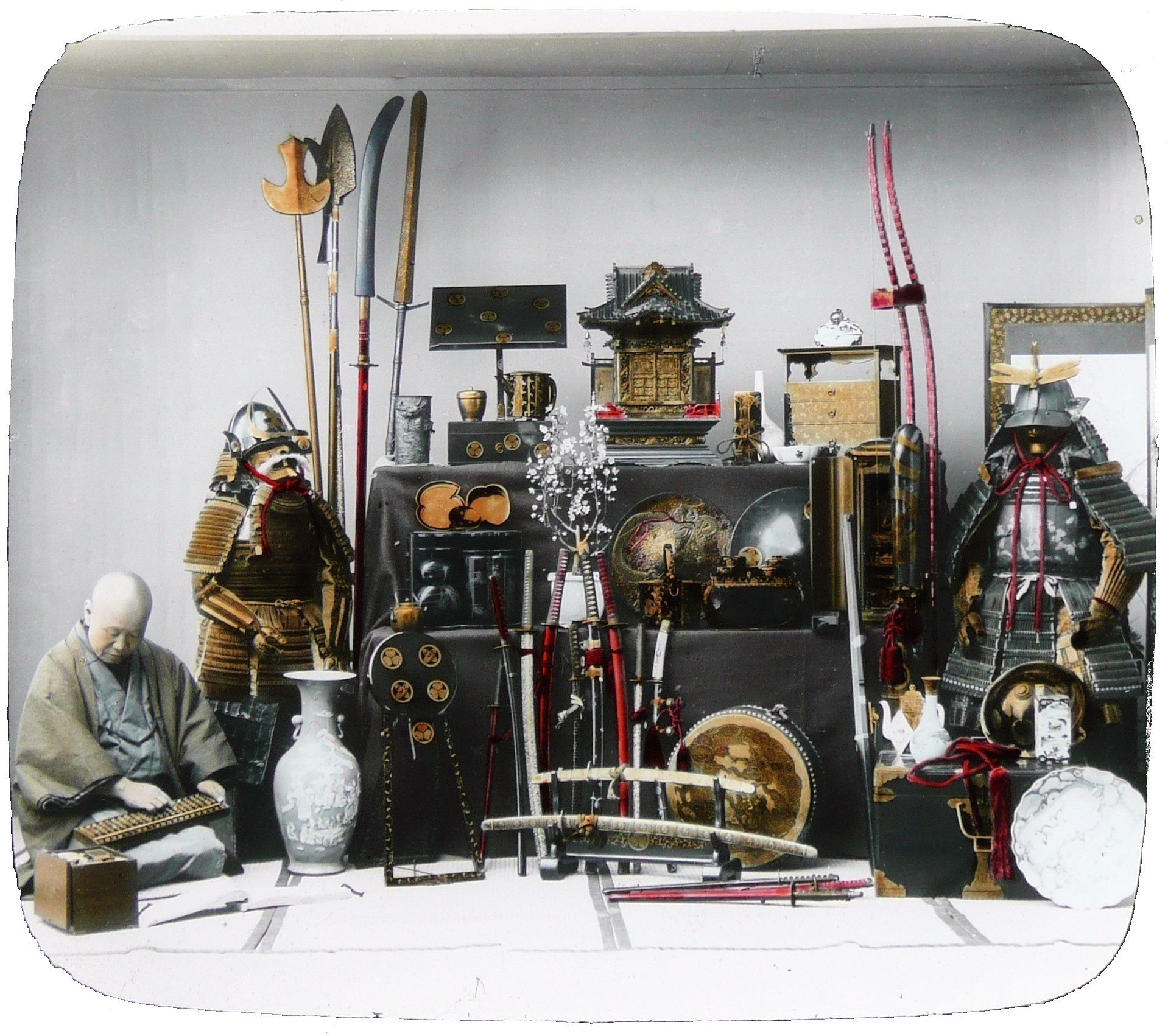
日本の歴史的軍装品。

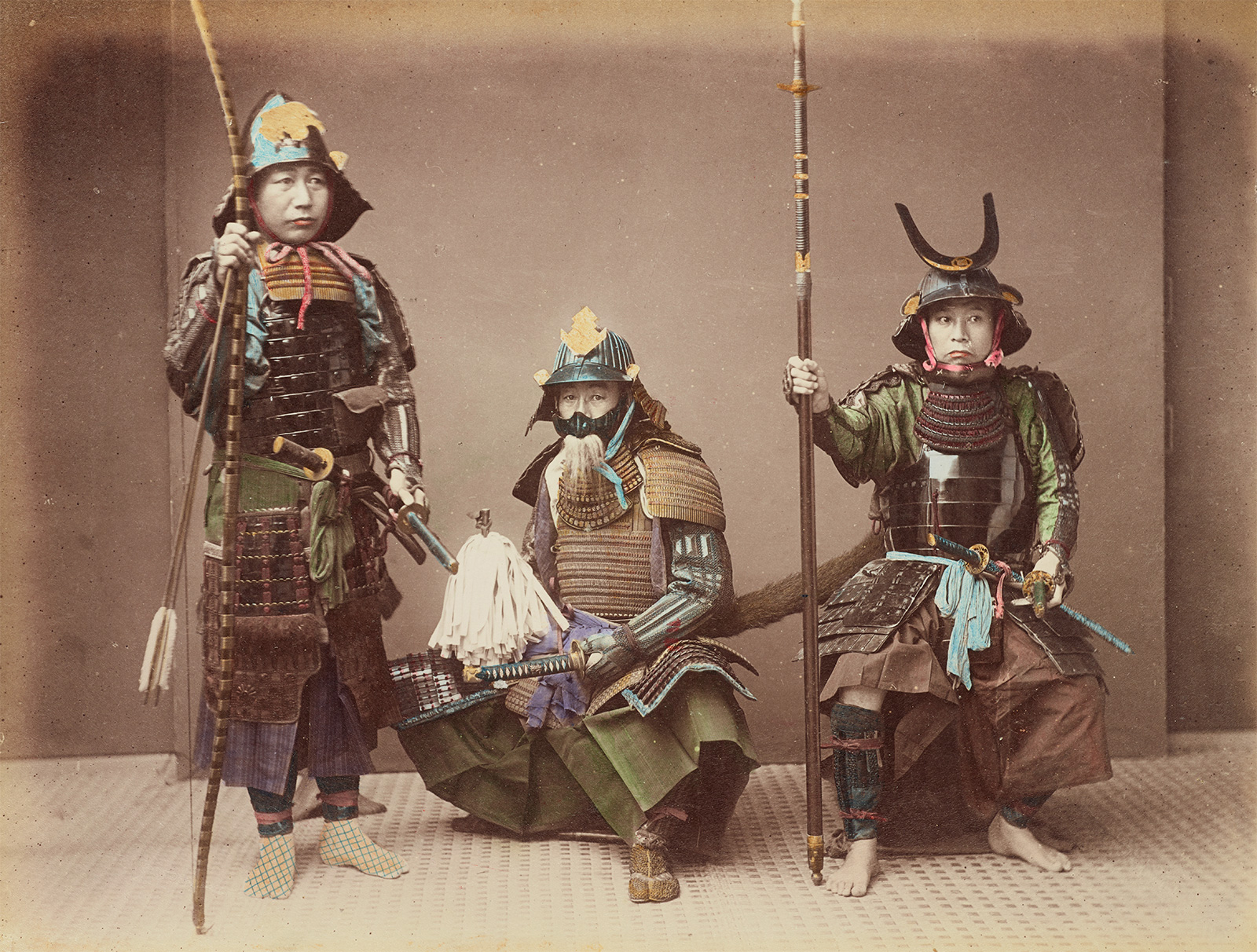
武具を身に着けた侍
手彩色写真。元の写真は明治13年（1880年）ごろの撮影。

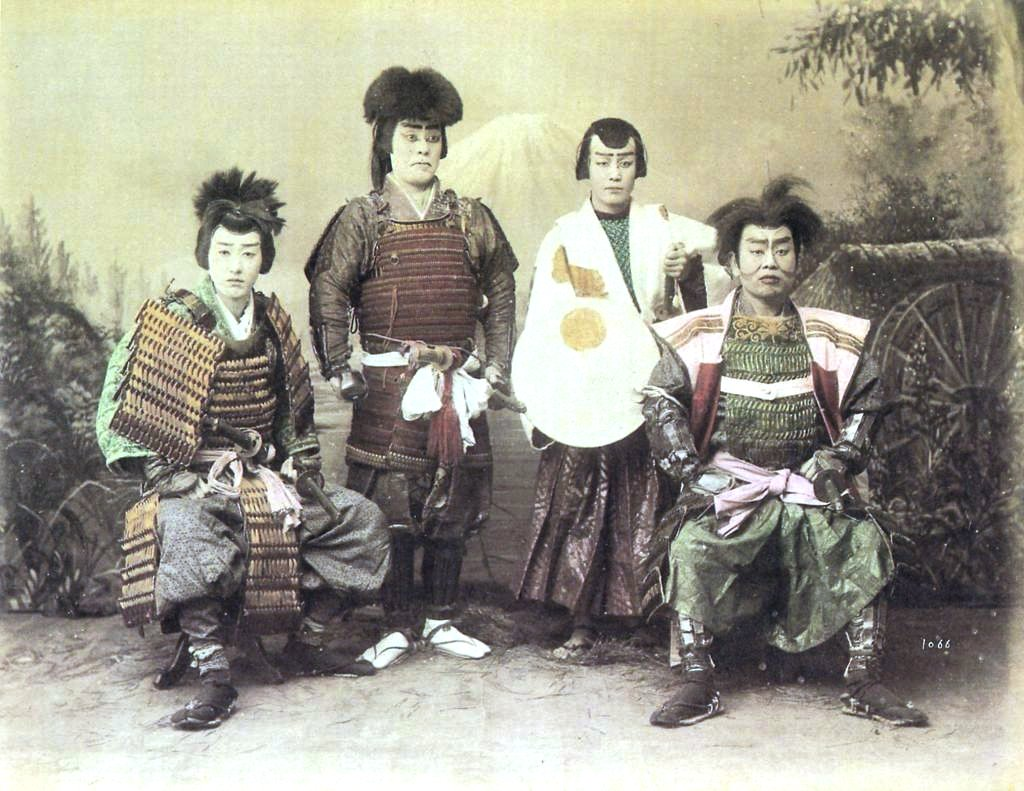
侍に扮した歌舞伎役者
手彩色写真。元の写真は明治13年（1880年）ごろの撮影。

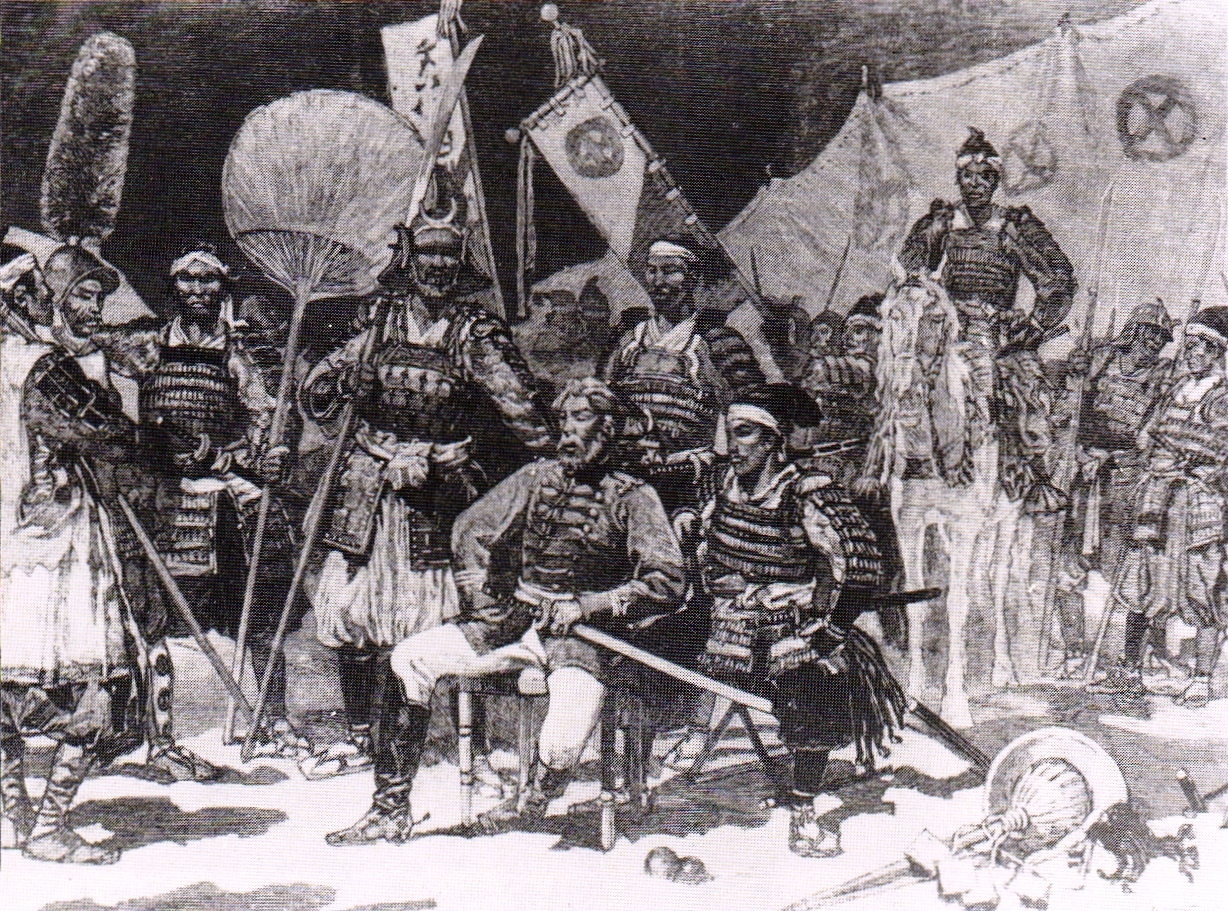
西南戦争（明治10年［1877年］）での武士の様子を描いた絵
フランスの絵入り週刊誌『ル・モンド・イリュストレ（en）』の速報記事に「西南戦争における西郷隆盛とその将兵達」として掲載された挿絵。

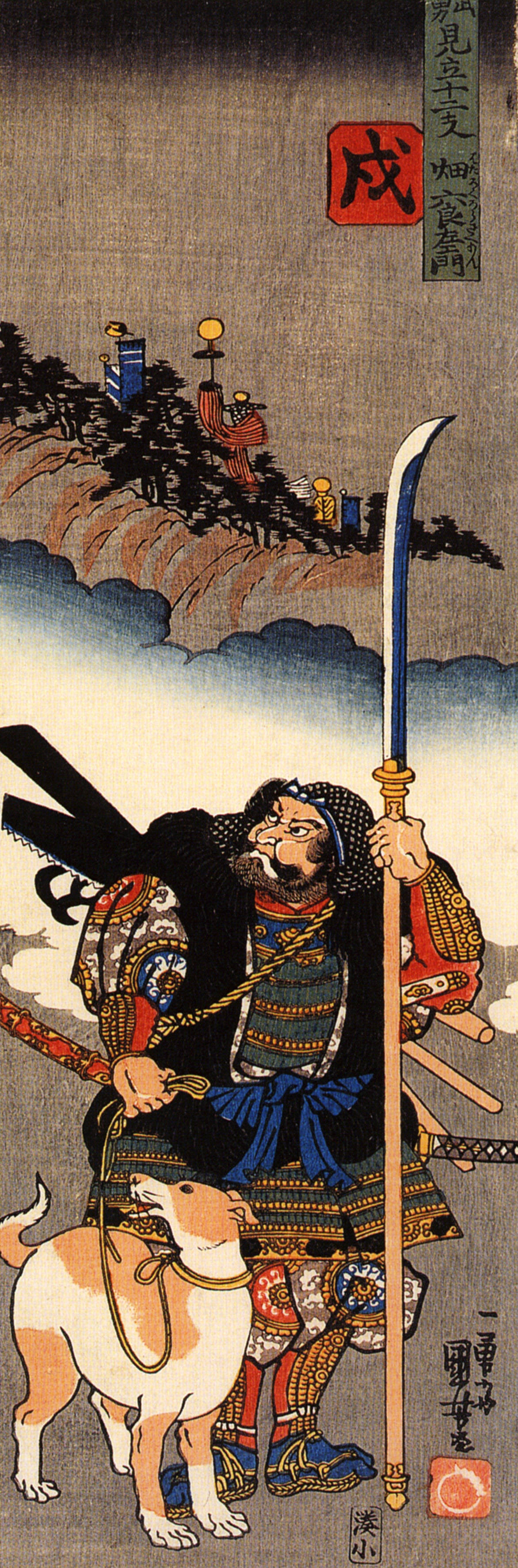
歌川国芳『武勇見立十二支　畑六良左エ門』
薙刀を身に着けた畑時能と犬「犬獅子」『太平記』による。